# Etelvino Vega Martínez
Etelvino Vega Martínez (Mieres, 1906 - Alacant, 15 de novembre de 1939) fou un militar comunista asturià.

## Biografia
Va militar en el Partit Comunista des de molt jove. Va formar part de la direcció del partit des de 1931 recolzant al llavors secretari general José Bullejos, al costat d'altres comunistes com Gabriel León Trilla i Manuel Adame Misa. Fou el braç dret de Bullejos i dirigí un temps Mundo Obrero. Després del IV Congrés del PCE, celebrat a Sevilla el març de 1932, i sobretot després del cop d'estat del general José Sanjurjo el 10 d'agost d'aquell mateix any, Etelvino i els seus companys citats van mantenir profundes diferències amb l'estratègia del PCUS per al PCE, arribant fins i tot a ser tots ells expulsats del Comitè Central i sent substituït Bullejos per José Díaz Ramos. Etelvino Vega va passar una llarga estada en la Unió Soviètica, en la qual va rebre coneixements militars a l'Escola Militar Frunze que li van ser molt útils al PCE, amb el qual es va reconciliar posteriorment.
Durant la Guerra Civil va participar en la batalla de Madrid, en la de Guadalajara, en la lluita al front de la Serra de Guadarrama (21 de juliol de 1937) i en la de l'Ebre, aconseguint el comandament de la 68a Divisió i del XII Cos d'Exèrcit (aquest últim, ja durant la batalla de l'Ebre).
Ascendiria al límit de la seva carrera militar amb el grau de tinent coronel. Al final de la guerra va ser nomenat Governador Militar de la plaça d'Alacant en substitució de Manuel Hernández Arteaga, encara que en va ser rellevat després del cop dels casadistes la nit del 5 al 6 de març de 1939.
En acabar la Guerra Civil a Alacant fou capturat i va acabar empresonat al camp de concentració d'Albatera, juntament amb molts altres companys seus de l'Exèrcit Popular Republicà. Va ser condemnat a mort i executat a les tàpies del cementiri municipal d'Alacant al costat d'altres vint-i-sis republicans locals. La seva execució no va ser reconeguda com a tal fins que el 1999 així ho va dictaminar el Tribunal Suprem.